# Maître de l'autel de Beyghem
Maître de l'autel de Beyghem (ou Maître de l'autel de Beigem, ou Maître de l'autel de Beighem) est le nom de convention d'un peintre des Pays-Bas méridionaux actif dans la première moitié du XVIe siècle.

## Œuvres
Ce maître anonyme doit son nom de convention à quatre panneaux de retable sur le thème de la Passion qui étaient conservés jusqu'en 1914 dans l'église Notre-Dame du village belge de Beigem, appartenant de nos jours à la commune de Grimbergen. Jusqu'en 1775, ils se trouvaient dans l'ancienne église Saint-Jacques-sur-Coudenberg de Bruxelles. Acquis par la paroisse de Beigem en 1775, ils faisaient partie du mobilier de l'église Notre-Dame jusqu'à la destruction de la majeure partie de cet édifice lors d'un incendie provoqué par les troupes d'occupation allemandes le 13 septembre 1914. Les tableaux ayant peut-être été volés avant le sinistre, la possibilité de leur conservation dans une collection privée a incité la municipalité de Grimbergen à offrir une récompense de 400 000 euros à celui qui les retrouvera.
Deux autres tableaux attribués au maître de l'autel de Beyghem pourraient provenir d'un même polyptyque, celui-ci ayant pu être partiellement démantelé à une date inconnue, entre la seconde moitié du XVIe siècle et 1775. Il s'agit d'un Christ devant Pilate autrefois attribué à Jehan Bellegambe (légué en 1917 par John G. Johnson au Philadelphia Museum of Art) et d'une Arrestation du Christ (acquis par Göring à Paris pendant la Seconde Guerre mondiale, récupéré par les Alliés, rendu à la France et entré en tant que MNR dans les collections du Musée du Louvre puis déposé au Musée des Beaux-Arts de Dijon en 1954). Ce dernier tableau était autrefois attribué à Jan Joest van Kalkar.
Les tableaux de Philadelphie et de Dijon portent les armoiries de Guillaume de Croÿ et de Philippe de Clèves. Ces derniers étant morts dans les années 1520, cela pourrait indiquer que le maître de l'autel de Beyghem était actif à Bruxelles au cours de cette même décennie.
Suivant l'avis émis en 1932 par Paul Wescher, l'historienne de l'art Sabine van Sprang considère que les œuvres du maître de l'autel de Beyghem se caractérisent « par des recherches d'éclairage contrasté » et que « son style se situe entre celui du Maître de la Légende de sainte Catherine (en) et celui de Bernard van Orley ».
Un tableau représentant Saint Adrien, dont un exemplaire est conservé au musée Kelvingrove de Glasgow et un autre appartient à une collection privée, a également été attribué au maître de l'autel de Beyghem. On y voit un bas-relief circulaire reproduisant le revers d'une médaille frappée en 1501 pour commémorer le mariage de Marguerite d'Autriche et de Philibert II de Savoie.

Œuvres attribuées au Maître de l'autel de Beyghem
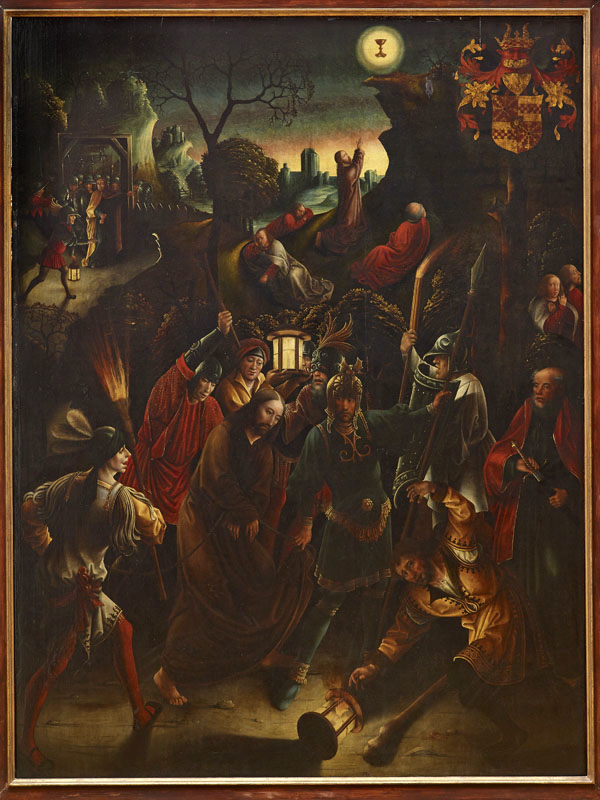
L'Arrestation du Christ, Musée des Beaux-Arts de Dijon
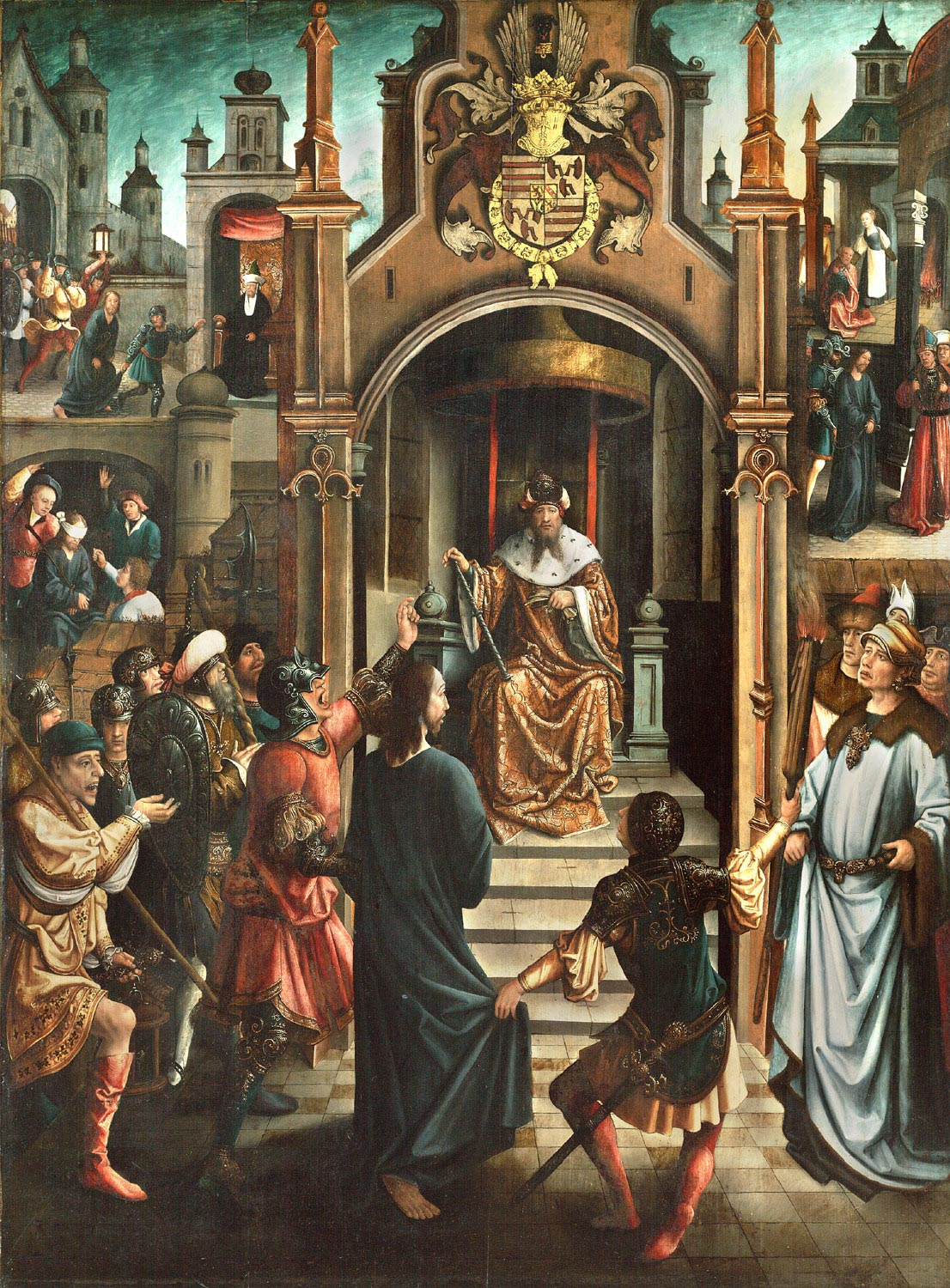
Le Christ devant Pilate, Philadelphia Museum of Art
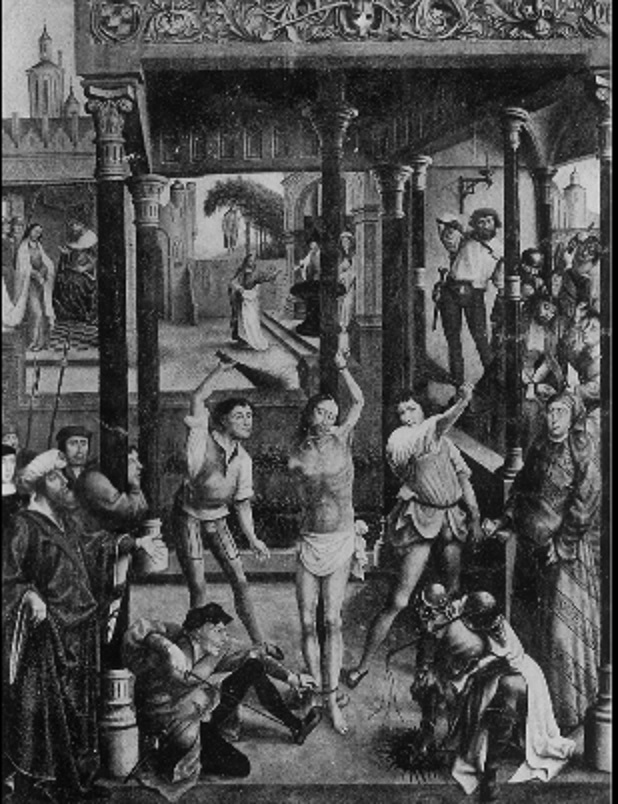
La Flagellation du Christ, œuvre détruite ou perdue (autrefois à Beigem)
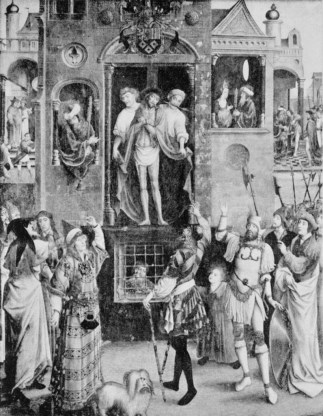
Ecce Homo, œuvre détruite ou perdue (autrefois à Beigem)
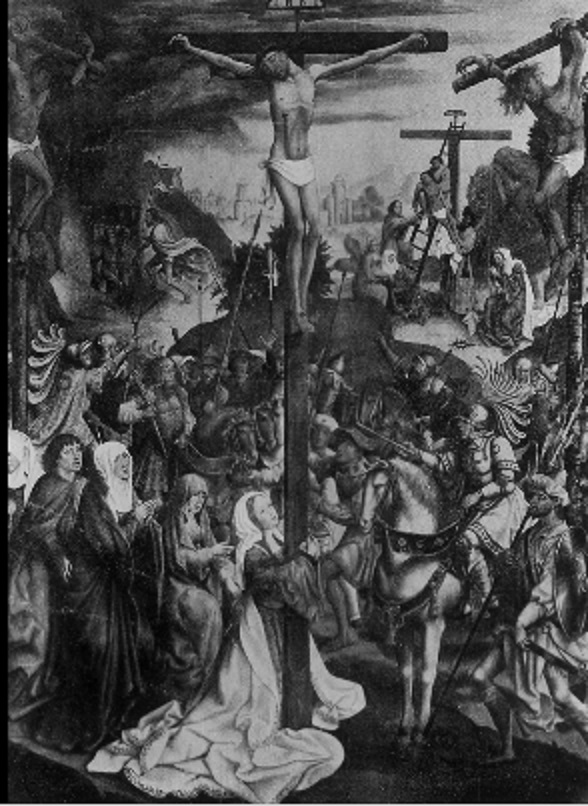
La Crucifixion, œuvre détruite ou perdue (autrefois à Beigem)
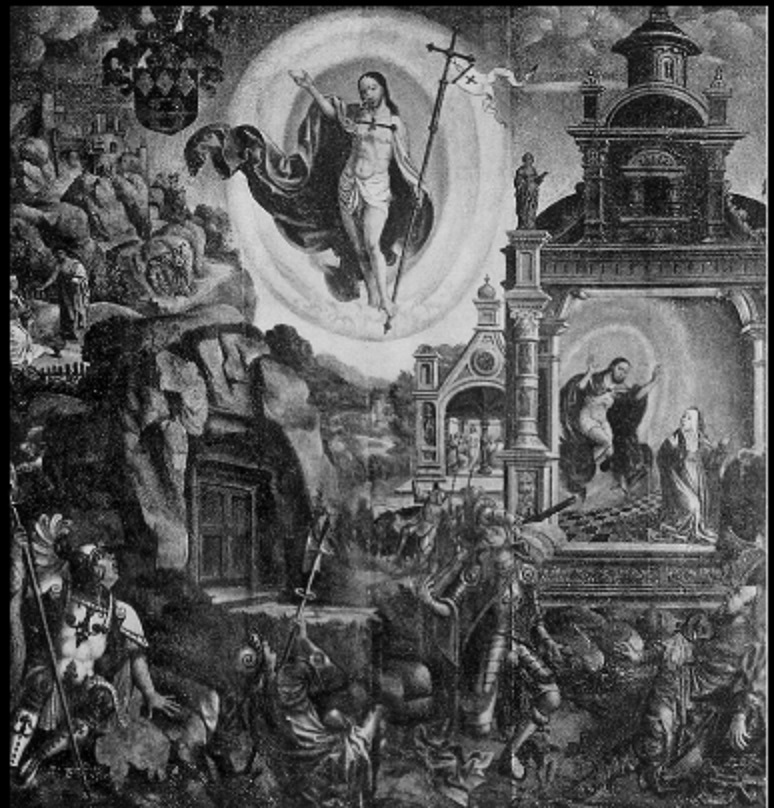
La Résurrection, œuvre détruite ou perdue (autrefois à Beigem)
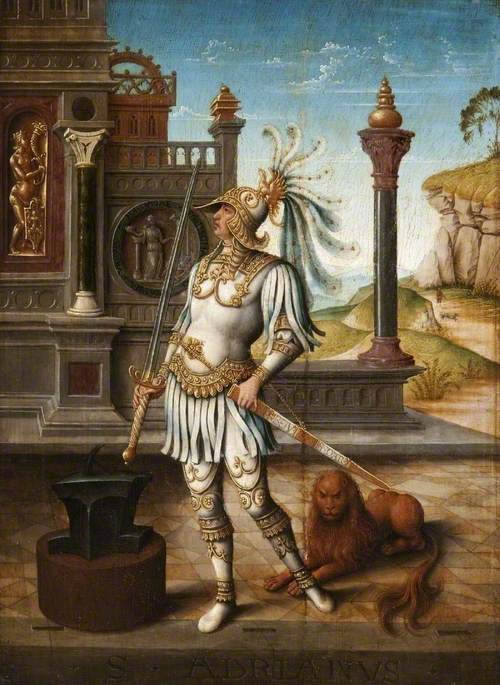
Saint Adrien, Glasgow, Kelvingrove Art Gallery and Museum